# エリクソン・ルビン
エリクソン・ルビン（Erickson Lubin、1995年10月1日 - ）は、アメリカ合衆国のプロボクサー。フロリダ州オーランド出身。

## 来歴
2013年10月1日、マイク・タイソンのアイアン・マイク・プロダクションズと契約。
2013年11月26日、オーランドのBB&Tセンターでプロデビュー。
2014年11月14日、ピッツバーグのPPGペインツ・アリーナでFECARBOXスーパーウェルター級王者のノルベルト・ゴンサレスと対戦し、8回3-0（78-73、2者が77-72）の判定勝ちを収め王座を獲得した。
2015年1月4日、有力マネージャーのアル・ヘイモンと契約しTGBプロモーションに移籍、アイアン・マイク・プロダクションズから離脱した。
2017年3月4日、ニューヨークのバークレイズ・センターでホルヘ・コタとWBC世界スーパーウェルター級挑戦者決定戦を行い、4回1分25秒TKO勝ちを収めジャーメル・チャーロへの挑戦権を獲得した。
2017年10月14日、バークレイズ・センターでエリスランディ・ララVSテレル・ガーシャの前座で、WBC世界スーパーウェルター級王者ジャーメル・チャーロと対戦し、初回2分41秒KO負けを喫し王座獲得に失敗した。
2018年9月25日、新しいトレーナーにケヴィン・カニンガムを雇った。
2019年2月9日、カリフォルニア州カーソンのディグニティ・ヘルス・スポーツ・パーク・テニスコートにて元IBF世界スーパーウェルター級王者イシュー・スミスと対戦し、4度ダウンを奪い3回終了時にスミスが棄権するTKO勝ちを収めた。
2019年6月29日、ヒューストンのNRGアリーナでザカリア・アトゥとWBC世界スーパーウェルター級挑戦者決定戦を行い、4回1分19秒TKO勝ちを収めジャーメル・チャーロへの挑戦権を獲得した。
2020年9月19日、モヒガン・サン・アリーナでテレル・ガーシャとWBC世界スーパーウェルター級シルバー王座決定戦及びWBC世界スーパーウェルター級挑戦者決定戦を行い、12回3-0（118-110、116-112、115-113）の判定勝ちを収めチャーロへの挑戦権を獲得すると同時に王座を獲得した。
2021年6月26日、ジョージア州アトランタのステートファーム・アリーナで元WBAスーパー・IBF世界スーパーウェルター級王者ジェイソン・ロサリオと対戦し、6回1分42秒KO勝ちを収め初防衛に成功した。
2022年4月9日、ヴァージン・シアターでWBC世界スーパーウェルター級2位のセバスチャン・フンドラとWBC世界スーパーウェルター級暫定王座決定戦を行い、2回にルービンがダウンを奪われ、7回にフンドラからダウンを奪い返すが、9回終了後にルービンのセコンドが棄権を申し出てTKO負けとなり王座獲得に失敗した。
2023年9月30日、ネバダ州ラスベガスのT-モバイル・アリーナにてサウル・アルバレス対ジャーメル・チャーロの前座で、WBC世界スーパーウェルター級4位のヘスス・ラモスとWBC世界ウェルター級ダイヤモンド王座決定戦及びWBA世界スーパーウェルター級挑戦者決定戦を行い、12回3-0の判定勝ちを収めチャーロへの挑戦権を獲得すると同時に王座獲得に成功した。
2025年2月、エリクソン・ルビンとアードリアル・ホームズによるIBF世界スーパーウェルター級挑戦者決定戦の入札が行われ、ルビンを擁するプロボックス社が225,000ドル（約3300万円）、ホームズを擁するサリタ・プロモーションズが220,000ドル（約3200万円）で入札し、プロボックス社が興行権を落札した。ファイトマネーの分配はルビンが落札額の60％にあたる135000ドル（約1900万円）、ホームズが40％の90000ドル（約13000万円）となった。

## 獲得タイトル
- FECARBOXスーパーウェルター級王座
- WBC世界スーパーウェルター級シルバー王座
- WBC世界スーパーウェルター級ダイヤモンド王座

## 表彰
- 2016年度リングマガジン プロスペクト・オブ・ザ・イヤー